# Esgrima nos Jogos Olímpicos de Verão da Juventude de 2010
As competições de esgrima nos Jogos Olímpicos de Verão da Juventude de 2010 foram disputadas entre 15 e 18 de agosto no Centro Internacional de Convenções, em Singapura.
Foram realizados sete eventos, sendo três deles masculinos, três femininos e um misto. A prova mista por equipes envolveu as três armas da esgrima (espada, florete e sabre) e foi disputada por atletas de diferentes Comitês Olímpicos Nacionais, representado cada continente.

## Eventos
| - Sabre individual masculino - Florete individual masculino - Espada individual masculino | - Sabre individual feminino - Florete individual feminino - Espada individual feminino - Equipes mistas |

## Calendário
| Agosto  | 14 | 15 | 16 | 17 | 18 | 19 | 20 | 21 | 22 | 23 | 24 | 25 | 26 |
| ------- | -- | -- | -- | -- | -- | -- | -- | -- | -- | -- | -- | -- | -- |
| Esgrima |    | 2  | 2  | 2  | 1  |    |    |    |    |    |    |    |    |

|  | Dia de competição |  | Dia de final |

## Medalhistas
Feminino
| Evento                      | Ouro                       | Prata                           | Bronze                        |
| --------------------------- | -------------------------- | ------------------------------- | ----------------------------- |
| Sabre individual detalhes   | Yana Egoryan RUS Rússia    | Celina Merza USA Estados Unidos | Anja Musch GER Alemanha       |
| Florete individual detalhes | Camilla Mancini ITA Itália | Victoria Alekseeva RUS Rússia   | Dora Lupkovics HUN Hungria    |
| Espada individual detalhes  | Lin Sheng CHN China        | Alberta Santuccio ITA Itália    | Martyna Swatowska POL Polônia |

Masculino
| Evento                      | Ouro                            | Prata                                  | Bronze                           |
| --------------------------- | ------------------------------- | -------------------------------------- | -------------------------------- |
| Sabre individual detalhes   | Song Jong-Hun KOR Coreia do Sul | Leonardo Affede ITA Itália             | Richard Hubers GER Alemanha      |
| Florete individual detalhes | Edoardo Luperi ITA Itália       | Alexander Massialas USA Estados Unidos | Lee Kwang-Hyun KOR Coreia do Sul |
| Espada individual detalhes  | Marco Fichera ITA Itália        | Nikolaus Bodoczi GER Alemanha          | Alexandre Lyssov CAN Canadá      |

Misto
| Evento           | Ouro | Prata | Bronze |
| ---------------- | --- | --- | --- |
| Equipes detalhes | Alberta Santuccio (ITA) Marco Fichera (ITA) Camilla Mancini (ITA) Edoardo Luperi (ITA) Yana Egoryan (RUS) Leonardo Affede (ITA) Europa 1 | Martyna Swatowska (POL) Nikolaus Bodoczi (GER) Victoria Alekseeva (RUS) Tevfik Burak Babaoglu (TUR) Anja Musch (GER) Richard Hubers (GER) Europa 2 | Katharine Holmes (USA) Alexandre Lyssov (CAN) Allana Goldie (CAN) Alexander Massialas (USA) Celina Merza (USA) Will Spear (USA) Américas 1 |

## Quadro de medalhas
| Ordem | País                       | Medalha de ouro | Medalha de prata | Medalha de bronze |    |
| ----- | -------------------------- | --------------- | ---------------- | ----------------- | -- |
| 1     | ITA Itália                 | 3               | 2                |                   | 5  |
| –     | IOC Equipes internacionais | 1               | 1                | 1                 | 3  |
| 2     | RUS Rússia                 | 1               | 1                |                   | 2  |
| 3     | KOR Coreia do Sul          | 1               |                  | 1                 | 2  |
| 4     | CHN China                  | 1               |                  |                   | 1  |
| 5     | USA Estados Unidos         |                 | 2                |                   | 2  |
| 6     | GER Alemanha               |                 | 1                | 2                 | 3  |
| 7     | CAN Canadá                 |                 |                  | 1                 | 1  |
|       | HUN Hungria                |                 |                  | 1                 | 1  |
|       | POL Polônia                |                 |                  | 1                 | 1  |
| TOTAL | TOTAL                      | 7               | 7                | 7                 | 21 |